# Coeriana funebris
Coeriana funebris là một loài bướm đêm trong họ Noctuidae.